# Stari kraljevi pomorski kolidž
Stari kraljevi pomorski kolidž (angleško Old Royal Naval College) so stavbe, ki služijo kot arhitekturno središče Maritime Greenwicha, območja svetovne dediščine v Greenwichu v Londonu, ki ga je Organizacija Združenih narodov za izobraževanje, znanost in kulturo (UNESCO) opisala kot »izjemno univerzalno vrednost« in velja za »najboljšo in najbolj dramatično umeščeno arhitekturno in krajinsko celoto na Britanskem otočju«. Stavbe so bile prvotno zgrajene kot bolnišnica Greenwich, ki jih je zasnoval Christopher Wren in so bile zgrajene med letoma 1696 in 1712. Bolnišnico so zaprli leta 1869 in tako so med letoma 1873 in 1998 stavbe uporabljali kot izobraževalno ustanovo za Royal Naval College v Greenwichu. Mesto zdaj upravlja Fundacija Greenwich za Old Royal Naval College, ustanovljena leta 1997, da bi ohranila stavbe in zemljišča ter jih spremenila v kulturno destinacijo.

## Izvor
To je bilo prvotno mesto Bella Court, ki ga je zgradil Humphrey, vojvoda Gloucestrski, in ga je Margareta Anžujska pozneje po zaplembi preimenovala v Palace of Placentia. Ponovno jo je zgradil Henrik VII. Angleški, zato je bila od takrat bolj znana kot palača Greenwich. Kot tak je bil rojstni kraj tudorskih monarhov Henrika VIII., Marije I. in Elizabete I. in domnevno najljubša palača Henrika VIII. Med angleško državljansko vojno je palača propadla. Z izjemo nedokončane stavbe Johna Webba je bila palača leta 1694 dokončno porušena.

### Bolnišnica Greenwich
Leta 1692 je bila na tem mestu ustanovljena Kraljeva bolnišnica za mornarje v Greenwichu po navodilih Marije II., ki jo je navdihnil pogled na ranjene mornarje, ki so se vračali iz bitke pri La Hogue. Arhitekturni vrhunci so vključevali kapelo in poslikano dvorano. Poslikano dvorano je med letoma 1707 in 1726 naslikal sir James Thornhill. Bolnišnico so zaprli leta 1869, posmrtne ostanke na tisoče mornarjev in častnikov pa so odstranili iz bolnišnice leta 1875 in jih ponovno pokopali v East Greenwich Pleasaunce ali "Pleasaunce Park".

### Royal Naval College, Greenwich
Leta 1873, štiri leta po zaprtju bolnišnice, so stavbe preuredili v ustanovo za usposabljanje kraljeve mornarice. Kraljeva mornarica je končno zapustila kolidž leta 1998, ko je mesto prešlo v roke fundacije Greenwich za Old Royal Naval College.

## Fundacija Greenwich za Old Royal Naval College
Od leta 1998 je mestu vdihnilo novo življenje z mešanico novih uporab in dejavnosti ter oživitvijo zgodovinskega starega mesta pod vodstvom in nadzorom fundacije Greenwich. Stavbe so na seznamu zaščite I. stopnje. Leta 1999 je nekatere dele kraljice Marije in kralja Viljema ter celoto kraljice Anne in Dreadnought Building za 150 let najela Univerza Greenwich. Leta 2000 je Trinity College of Music zakupil večji del kralja Karla. To je ustvarilo edinstveno novo izobraževalno in kulturno mešanico.
Leta 2002 je Fundacija uresničila svoj cilj, da celotno lokacijo odpre obiskovalcem. Poslikano dvorano, kapelo in okolico ter center za obiskovalce je vsak dan brezplačno odprl za javnost z vodenimi ogledi. Old Royal Naval College je postal odprt za študente in obiskovalce vseh starosti in narodnosti, ki jih je pogosto spremljala glasba Trinity Collegea. Kot je leta 1863 zapisal Nathaniel Hawthorne, so »ljudje prej ali slej legitimni dediči vsega, kar kralji in kraljice lepote ustvarijo«.
Leta 2005 je bila soba, v kateri je bila Nelsonova krsta, preden je bil položen, odprta kot Nelsonova soba. V majhni stranski sobi je kip Nelsona, ki posnema tistega na Trafalgar Squareu, spominki, slike in informacije. Ogleda si ga lahko na enem od vodenih ogledov, ki vključujejo tudi ogled podzemlja, starega kegljišča in kripte. V kapeli je vsako nedeljo ob 11. uri bogoslužje, ki je odprto za vse. Tu redno potekajo javni koncerti, v Pisani dvorani pa najrazličnejši poslovni in kulturni dogodki. Območje uporabljajo obiskovalci, študenti, lokalni prebivalci in filmske ekipe v okolju brez prometa, ki ponuja različne kavarne, bare in restavracije, vse vključene v stare stavbe, kot del edinstvene mešanice 'starodavnega in sodobnega', ki podpirajo življenje 21. stoletja v Greenwichu.
Old Royal Naval College in območje svetovne dediščine Maritime Greenwich postajata osrednji točki za številne poslovne in skupnostne dejavnosti. Trinity College of Music zagotavlja široko paleto glasbenikov in ansamblov na subvencionirani komercialni osnovi za igranje na dogodkih po vsem vzhodnem Londonu in zunaj njega, kar je del njihove poslovne in skupnostne politike »out-reach«, ki jo spodbuja in delno financira Svet za financiranje visokega šolstva.
Lokacija se redno uporablja za snemanje televizijskih programov, televizijskih oglasov in igranih filmov. Produkcija je vključevala The Bounty, kjer kapitana Williama Bligha, ki ga je upodobil Anthony Hopkins, na začetku filma pripeljejo s kočijo in mu sodijo med naslednjimi prizori. Patriot Games, kjer so posneli napad na izmišljenega člana kraljeve družine, lorda Holmesa, pa tudi Shanghai Knights in televizijsko oglaševalsko kampanjo iz leta 2006 za britanskega prodajalca hrane in oblačil Marks & Spencer. Drugi filmi so Štiri poroke in pogreb, Norost kralja Jurija, Mumija se vrača, Maščevalci (1998) in Lara Croft: Tomb Raider (2001).
Novejše snemanje je vključevalo vohunsko dramo televizije BBC Spooks in dramatizacijo Little Dorrit, film Davida Cronenberga Eastern Promises, filmsko priredbo romana Philipa Pullmana Northern Lights in The Wolf Man (2009). Teren je bil v veliki meri uporabljen med snemanjem filmov Amazing Grace iz leta 2006 in Sherlock Holmes: Igra senc iz leta 2011, Now You See Me 2 in Pirati s Karibov: Na neznanih tokovih. Prizore so posneli na prizorišču za Kraljev govor, kjer se je mesto spremenilo v Buckinghamsko palačo, in The Dark Knight Rises, kjer se je podvojilo kavarno v zadnjih prizorih filma. Aprila 2012 je bilo mesto uporabljeno za ikonične prizore barikad v filmski priredbi muzikala Les Miserables. Oktobra 2012 je bila fakulteta uporabljena za snemanje filma Thor: The Dark World. Oktobra 2013 je bila fakulteta uporabljena kot prizorišče filma The Man from U.N.C.L.E.. Tam je bil posnet tudi film Guya Richieja Revolver iz leta 2005.

## Projekt poslikane dvorane
Leta 2014 je Old Royal Naval College objavil, da se je lotil naslednje faze svojih ambicioznih načrtov za obnovo Poslikane dvorane. V treh letih je bilo treba ohraniti 3700 m² Thornhillove mojstrovine. Konservatorski projekt je bil osredotočen na Spodnjo dvorano (zgornja dvorana je bila konservirana leta 2013). Projekt je vključeval edinstveno serijo javnih 'ogledov po stropu', ki so članom javnosti omogočili, da se približajo poslikanemu stropu in vidijo konzervatorje pri delu. Marca 2019 je bila dvorana ponovno odprta za javnost, projekt je prejel nagrade.

## Galerija
- Kapela
- Poslikana dvorana iz preddverja
- Pogled na poslikano dvorano
- Strop predverja
- Podroben pogled na spodnji strop dvorane
- Detajl umetniškega dela stropa zgornje dvorane
- Spodnja dvorana